# Central de Comutação e Controle
A Central de Comutação e Controle (CCC) é um conjunto de equipamentos, mais precisamente uma central telefônica que faz o controle das Estações Rádio Base (ERB) e permite a comunicação entre outras CCCs, processamento de chamadas, interface com a rede fixa de telefonia e várias outras funções.
Uma CCC é uma central de comunicação do tipo CPA, ou seja, uma central com programa armazenado que executa diversos processos através de software como interligar terminais, executar controle e gerenciamento do hardware. De uma forma básica, uma CCC tem a função de conectar uma rede móvel (celular, por exemplo) à linha telefônica, porém é preciso uma série de equipamentos necessários para essa comunicação visto que não é apenas um dispositivo e sim uma comunidade onde cada vez mais está conectada.